# لوکویانوف
شهر لوکویانوف (به روسی: Лукоянов) در کشور روسیه و در اوبلاست نیژنی نووگورود واقع شده‌است.